# Moseleysches Gesetz
Das Moseleysche Gesetz (nach seinem Entdecker Henry Moseley) im Jahr 1914 beschreibt die Energie der {\displaystyle K_{\alpha }}-Linie im Röntgenspektrum, deren Strahlung beim Übergang eines L-Schalen-Elektrons zur K-Schale emittiert wird. Das Moseleysche Gesetz ist eine Erweiterung der Rydberg-Formel.
In einer allgemeineren Form kann man mit diesem Gesetz auch die Wellenlängen {\displaystyle \lambda } der übrigen Linien des  charakteristischen Röntgenspektrums bestimmen. Diese Wellenlängen sind, wie auch die zur Wellenlänge {\displaystyle \lambda } gehörende Frequenz {\displaystyle f}, abhängig von der Ordnungszahl {\displaystyle Z} des jeweiligen chemischen Elements.
{\displaystyle f={\frac {c}{\lambda }}=f_{\mathrm {R} }\,Z_{\text{eff}}^{2}\,\left({\frac {1}{n_{1}^{2}}}-{\frac {1}{n_{2}^{2}}}\right).}
Dabei ist:
- {\displaystyle c} - die Lichtgeschwindigkeit
- {\displaystyle f_{\mathrm {R} }=R\,{\frac {1}{1+{\frac {m_{e}}{M}}}}} - angepasste Rydberg-Frequenz
  - {\displaystyle R=cR_{\infty }} - Rydbergfrequenz
  - {\displaystyle R_{\infty }} - die Rydbergkonstante
  - {\displaystyle m_{e}} - die Masse eines Elektrons
  - {\displaystyle M} - die Kernmasse des beteiligten Elements
- {\displaystyle Z_{\text{eff}}=Z-S} - die effektive Kernladungszahl des Elements. Hier liegt der Unterschied zur Rydberg-Formel
  - {\displaystyle Z} - die Kernladungszahl des Elements
  - {\displaystyle S} - eine Konstante, die die Abschirmung der Kernladung durch Elektronen beschreibt, die sich zwischen Kern und dem betrachteten Elektron befinden.
- {\displaystyle n_{1}}, {\displaystyle n_{2}} - Hauptquantenzahlen der beiden Zustände (n1 = innere, n2 = äußere Schale).

Für den Übergang eines Elektrons von der zweiten Schale (L-Schale) in die erste Schale (K-Schale), den sogenannten {\displaystyle K_{\alpha }}-Übergang, gilt {\displaystyle S\approx 1}, und die entsprechende Wellenzahl {\displaystyle {\tilde {\nu }}} ist dann das moseleysche Gesetz für die {\displaystyle K_{\alpha }}-Linie:
{\displaystyle {\begin{aligned}f_{K_{\alpha }}=c\,{\tilde {\nu }}&=f_{\mathrm {R} }\,(Z-1)^{2}\,\left({\frac {1}{1^{2}}}-{\frac {1}{2^{2}}}\right)\\&=f_{\mathrm {R} }\,(Z-1)^{2}\,\left({\frac {3}{4}}\right).\end{aligned}}}
| Startschale           | Startschale | Zielschale            | Zielschale |                             | Übergang                    | Abschirmkonstante         |
| --------------------- | ----------- | --------------------- | ---------- | --------------------------- | --------------------------- | ------------------------- |
| {\displaystyle n_{2}} | ...-Schale  | {\displaystyle n_{1}} | ...-Schale | {\displaystyle n_{2}-n_{1}} | Übergang                    | {\displaystyle S\approx } |
| 2                     | L           | 1                     | K          | 1                           | {\displaystyle K_{\alpha }} | 1,0                       |
| 3                     | M           | 2                     | L          | 1                           | {\displaystyle L_{\alpha }} | 7,4                       |
| 3                     | M           | 1                     | K          | 2                           | {\displaystyle K_{\beta }}  | 1,8                       |